# Шезлонг

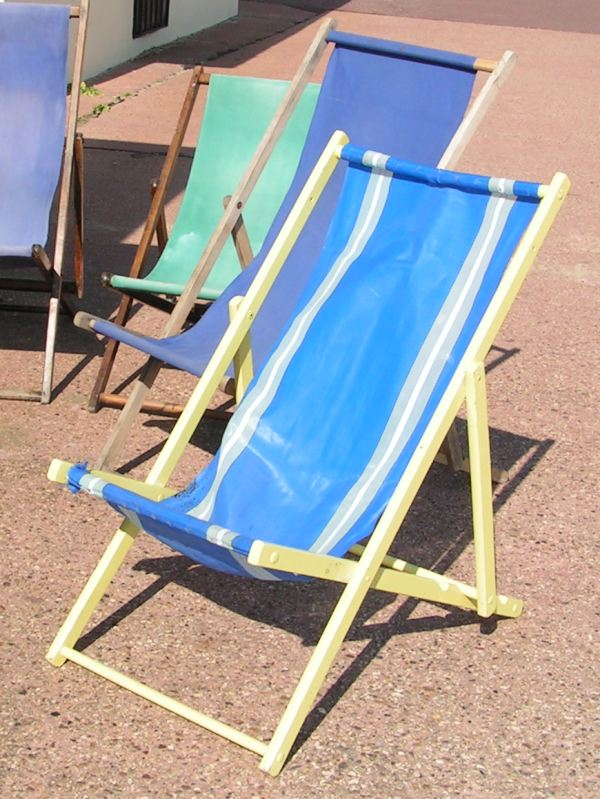
Шезлонги с деревянной рамой

Шезло́нг, также лонгше́з (фр. chaise longue — длинный стул) — лёгкое кресло для отдыха полулёжа, трансформируемое на время использования.
Используются на пляжах, на отдыхе возле открытых бассейнов, могут использоваться как садовая мебель, на открытых террасах и для оборудования других мест отдыха.
Современные шезлонги изготавливаются из массивной древесины, пластика, алюминия и синтетических тканей.
Шезлонг — это низкое кресло, вытянутой формы, вошло в моду еще в эпоху рококо — время Людовика ХV и знаменитой маркизы де Помпадур. Фаворитки в XVIII-м столетии были законодательницами мод: именно они принимали своих гостей полулежа и ввели моду на шезлонги и умение «грациозно возлежать».

## История
В Северной Европе были найдены остатки складных стульев, относящиеся к бронзовому веку. Складные стулья также использовались в Древнем Египте, Греции и Риме. В средние века складной стул широко использовался в качестве предмета литургической мебели
В Соединенных Штатах первый патент на складной стул был выдан Джоном Чэмом в 1855 году. Складные деревянные стулья с плетеными или плетеными сиденьями и спинками, которые теперь известны в Великобритании как «паровые стулья», стали популярны. использовались на палубах океанских лайнеров примерно с 1860-х годов и были известны в то время как «шезлонги». Неясно, были ли они впервые сделаны в США или Великобритании. В Англии, Джон Томас Мур (1864—1929) получил патент на регулируемые и переносные складные стулья в 1886 году и начал их производство в Маклсфилде. Мур сделал два типа: Waverley, описываемый как «лучшее кресло для корабельного или газонного тенниса», и Hygienic, которое было кресло-качалка «ценно для людей с вялым кишечником и запорами»
Ранние версии шезлонга были сделаны из двух прямоугольных деревянных рам, шарнирно соединенных вместе, с третьим прямоугольником, чтобы поддерживать его в вертикальном положении. Прямоугольный кусок холста, который используется в гамаках, был прикреплен к двум деревянным прямоугольникам, чтобы обеспечить сиденье. Использование одной широкой полосы холста, первоначально оливково-зеленого цвета, но позже обычно ярких полос, было приписано британскому изобретателю по имени Аткинс в конце 19 века, хотя в рекламе 1882 г. Подобный дизайн обозначает его как «кресло-гамак Янки», что подразумевает американское происхождение. Другие источники называют его «шезлонгом Брайтона» или «трансатлантическим шезлонгом» («шезлонг трансат»). в романах Э. Несбита в 1880-х годах, а пассажиров лайнеров P&O в 1890-х годах поощряли брать на борт самостоятельно. Классическое лежак можно заблокировать только в одном положении. полоски дерева, идущие назад, были удлинены и снабжены опорами, чтобы было несколько возможных сидячих положений.
Складные шезлонги стали широко популярными в конце 19-го и начале 20-го веков. В золотой век путешествий на океанских лайнерах шезлонги на палубах судов иногда предназначались для отдельных пассажиров, для которых экипаж прикреплял картонные бирки с именами к плетеной спинке сидений. Такая бирка видна на пустом шезлонге недалеко от центра на знаменитой фотографии 1912 года, на которой показаны выжившие после катастрофы RMS Titanic после спасения, когда они отдыхают на палубе RMS Carpathia. Та же система использовалась на борту. Карпатия два года спустя; бирка бронирования видна на пустом шезлонге в правом нижнем углу фотографии 1914 года. Шезлонги, показанные на некоторых из этих фотографий, относятся к более прочному типу «пароходного кресла», чем переносные кресла с брезентовыми сиденьями. На «Титанике» было 600 таких деревянных стульев, шесть из которых, как известно, уцелели, из которых один был продан в 2001 году за 35 000 фунтов стерлингов.
В XX веке шезлонг стал объектом для экспериментов модернистов: такие авторы как Ле Корбюзье, Мис ван дер Роэ, Марсель Бройер считали шезлонг необходимым атрибутом интерьера. Именно эти дизайнеры разрабатывали эргономичные шезлонги для отдыха трудящегося человека. Помимо домашних коллекций, сегодня производятся модели шезлонгов для сада: практичные и удобные. Палящее солнце и мокрый купальник им нипочем! Шезлонг в наши дни — своеобразный статус-символ, предмет для избранных. Шезлонг не является предметом мебели первой необходимости, поэтому скорее — это элемент декора в доме. Причем декоративное значение модного шезлонга явно переоценили: свои (не всегда удобные) модели шезлонгов успели спроектировать Рон Арад, Заха Хадид, Том Диксон. Именно они сделали шезлонг арт-объектом.
Аренда шезлонгов на почасовой или ежедневной основе стала применяться на британских морских курортах, часто для использования на пирсах и набережных, в начале 20 века. Они также часто использовались в больших общественных парках, таких как Гайд-парк, и для зрителей на неформальных спортивных мероприятиях, таких как местные матчи по крикету. В связи с повсеместной доступностью более легких и даже более портативных сидений в конце века использование шезлонгов сократилось. На одном из крупнейших английских курортов, Блэкпуле, было сдано в аренду 68 000 шезлонгов. в 2003 году — 1,50 фунта стерлингов в день, но сотрудники отдела туризма предложили отказаться от них, за исключением самих пирсов, поскольку они напоминали эпоху «тканевых кепок» и "имели свое время в 50-х и 60-е годы ".

## Использование в метафоре
«Переставить шезлонги» — популярная поговорка, означающая, что все изменилось лишь на первый взгляд. Фраза «переставить шезлонги на Титанике» подразумевает, что кто-то чрезмерно озабочен несущественными мелочами во время кризиса.